# Вйоска (Великопольське воєводство)
Вйоска (пол. Wioska, нім. Wioska, 1939-45: Schlieffenwalde) — село в Польщі, у гміні Раконевиці Ґродзиського повіту Великопольського воєводства.
Населення — 648 осіб (2011).
У 1975-1998 роках село належало до Познанського воєводства.

## Демографія
Демографічна структура станом на 31 березня 2011 року:
|          | Загалом | Допрацездатний вік | Працездатний вік | Постпрацездатний вік |
| -------- | ------- | ------------------ | ---------------- | -------------------- |
| Чоловіки | 328     | 87                 | 215              | 26                   |
| Жінки    | 320     | 91                 | 179              | 50                   |
| Разом    | 648     | 178                | 394              | 76                   |